# Schriftaltar

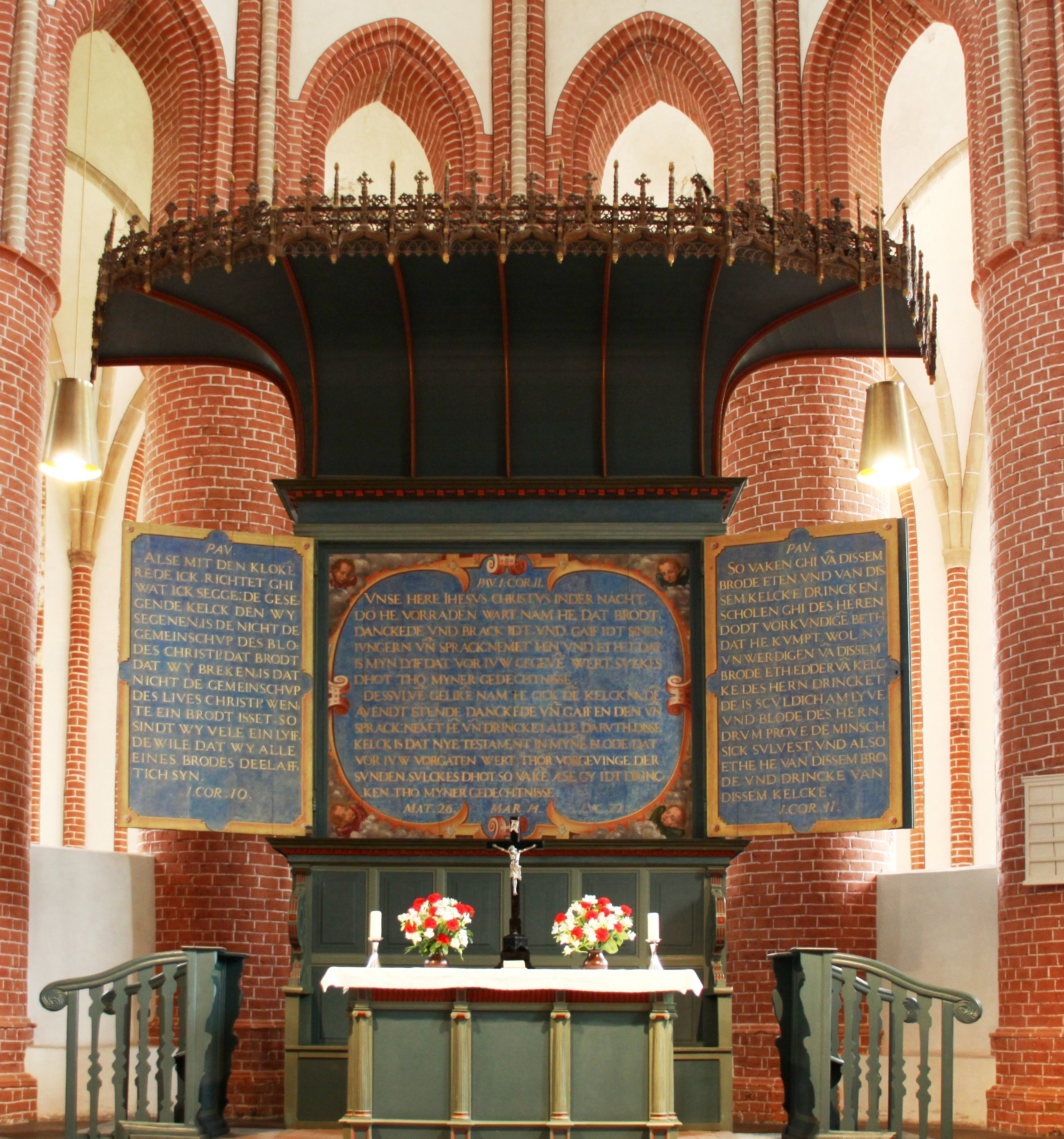
Schriftaltar der Ludgerikirche Norden

Ein Schriftaltar ist ein Altarretabel, das statt Bildern künstlerisch gestaltete biblische und liturgische Texte aufweist.
Schriftaltäre kamen um 1550 in den von der calvinischen Reformation geprägten Gebieten Nordwestdeutschlands auf, zunächst durch Umwandlung vorreformatorischer Bildaltäre, später auch als Neuanfertigungen. Bis 1709 entstanden gut 30 solcher Werke, von denen die meisten erhalten sind.

„Die ersten Altäre dieser Art in Ostfriesland waren zweifelsohne reformierten Ursprungs. Ein gutes Beispiel dafür liefert der älteste erhaltene Schriftaltar in der Ludgeri-Kirche in Norden (1577).“

Im Zuge des Bildersturms wurden Altäre mit bildlichen Darstellungen entfernt oder übermalt. Die fünf Hauptstücke des christlichen Katechismus wurden auf den Tafeln notiert: Zehn Gebote, der „christliche Glaube“ (Glaubensbekenntnis), das „Gebet des Herrn“ (Vaterunser), Einsetzung der Taufe und die Abendmahlstheologie. Die Hinweise auf Bibelstellen machten den Ansatz der Reformation deutlich: Das Wort war wichtig!
Theologischer Hintergrund ist das calvinische Verständnis der Zehn Gebote, wonach das zweite Gebot (Ex 20,4 ) bildliche Darstellungen in Kirchenräumen ausschließe. Demgegenüber hatte die ältere kirchliche Tradition nach zum Teil heftigen Auseinandersetzungen (Byzantinischer Bilderstreit) bildliche Darstellungen als Konsequenz der Menschwerdung Gottes bejaht und eine Ikonentheologie entwickelt. Das Bilderverbot wurde daher in den Katechismusfassungen des Dekalogs ausgelassen. Dieser Entscheidung folgte auch Martin Luther, wobei er den Bildern lediglich lehrhaft-pädagogische Bedeutung zuerkannte.

## Beispiele für Schriftaltäre
- Ludgeri-Kirche in Norden
- Kirche in Uphusen
- St.-Martinus-Kirche (Etzel)
- St.-Aegidien-Kirche (Stedesdorf)
- Kirche in Bliedersdorf
- Liebfrauenkirche (Elmlohe)
- St.-Dionysius-Kirche (Asel)
- St.-Bartholomäus-Kirche (Dornum)
- Roggensteder Kirche
- St. Fabian (Ringstedt)
- Kirche in Uthlede
- Stadtpfarrkirche (Hermannstadt)
- Willehadi-Kirche (Wremen)
- Spitalkirche Hl. Geist (Dinkelsbühl)
- St.-Marien-Kirche (Buttforde)